# Olivia Nicholls
Olivia Ann Nicholls (sinh ngày 26 tháng 10 năm 1994) một nữ vận động viên quần vợt người Anh Quốc nổi bật ở nội dung đánh đôi.
Nicholls đã từng giành 1 danh hiệu đôi tại WTA Tour và 17 danh hiệu đôi tại ITF Circuit. Vào ngày 9 tháng 1 năm 2023, cô đứng ở vị trí thứ 59 trên bảng xếp hạng đôi WTA.
Nicholls tốt nghiệp trường Đại học Loughborough. Tại Đại hội Thể thao Đại học Thế giới Mùa hè 2017 tổ chức ở Đài Bắc, Đài Loan, cô đã giành được huy chương đồng ở nội dung đôi nữ, cùng với Emily Arbuthnott.
Cô ra mắt nhánh đấu chính WTA Tour tại Lyon Open 2022 ở nội dung đôi, đánh cặp cùng với Alicia Barnett. Bộ đôi này giành được vị trí á quân ở giải đấu.

## Tiểu sử
Olivia Nicholls sinh ngày 26 tháng 10 năm 1994 tại Bệnh viện Đại học Norfolk và Norwich, là con gái của Ann Elizabeth Nicholls (tên khai sinh là Mason) và Ian Phillip Nicholls. Cô có một người anh trai, Henry, một giáo viên khoa học cấp hai. Nicholls lớn lên ở làng Norfolk của Acle, theo học cả trường tiểu học Acle và trường trung học Acle, nay là Học viên Acle. Cô đã hoàn thành bằng A Level tại East Norfolk Sixth Form College ở Gorleston-on-Sea, Norfolk, trước khi hoàn thành bằng Cử nhân Khoa học Thể thao với Quản lý tại Đại học Loughborough.

## Thống kê sự nghiệp
| VĐ | CK | BK | TK | V# | RR | Q# | A | NH |

### Đôi
Tính đến Vòng loại Billie Jean King Cup 2023
| Giải đấu                    | 2018               | 2019 | 2020 | 2021 | 2022    | 2023      | SR                       | T–B                      | % thắng                  |
| --------------------------- | ------------------ | ---- | ---- | ---- | ------- | --------- | ------------------------ | ------------------------ | ------------------------ |
| Grand Slam                  |                    |      |      |      |         |           |                          |                          |                          |
| Giải quần vợt Úc Mở rộng    | A                  | A    | A    | A    | A       | Vòng 1    | 0 / 1                    | 0–1                      | 0%                       |
| Giải quần vợt Roland-Garros | A                  | A    | A    | A    | A       |           | 0 / 0                    | 0–0                      | –                        |
| Wimbledon                   | Vòng loại thứ nhất | A    | NH   | A    | Vòng 2  |           | 0 / 1                    | 1–1                      | 50%                      |
| Giải quần vợt Mỹ Mở rộng    | A                  | A    | A    | A    | Vòng 1  |           | 0 / 1                    | 0–1                      | 0%                       |
| T–B                         | 0–0                | 0–0  | 0–0  | 0–0  | 1–2     | 0–1       | 0 / 3                    | 1–3                      | 25%                      |
| Đại diện cho Vương quốc Anh |                    |      |      |      |         |           |                          |                          |                          |
| Billie Jean King Cup        | A                  | A    | A    | A    | Bán kết | Vòng loại | 0 / 1                    | 3–1                      | 75%                      |
| Thống kê sự nghiệp          |                    |      |      |      |         |           |                          |                          |                          |
| Giải đấu                    | 0                  | 0    | 0    | 0    | 15      | 5         | Tổng cộng sự nghiệp: 20  | Tổng cộng sự nghiệp: 20  | Tổng cộng sự nghiệp: 20  |
| Danh hiệu                   | 0                  | 0    | 0    | 0    | 1       | 0         | Tổng cộng sự nghiệp: 1   | Tổng cộng sự nghiệp: 1   | Tổng cộng sự nghiệp: 1   |
| Chung kết                   | 0                  | 0    | 0    | 0    | 2       | 0         | Tổng cộng sự nghiệp: 2   | Tổng cộng sự nghiệp: 2   | Tổng cộng sự nghiệp: 2   |
| T–B                         | 0–0                | 0–0  | 0–0  | 0–0  | 14–15   | 1–5       | 1 / 20                   | 15–20                    | 43%                      |
| % thắng                     | –                  | –    | –    | –    | 48%     | 17%       | Tổng cộng sự nghiệp: 43% | Tổng cộng sự nghiệp: 43% | Tổng cộng sự nghiệp: 43% |
| Xếp hạng cuối năm           | 273                | 362  | 324  | 187  | 63      |           |                          |                          |                          |

## Chung kết WTA

### Đôi: 2 (1 danh hiệu, 1 á quân)
| Chú thích     |
| ------------- |
| Grand Slam    |
| WTA 1000      |
| WTA 500       |
| WTA 250 (1–1) |

| Chung kết theo mặt sân |
| ---------------------- |
| Cứng (1–1)             |
| Đất nện (0–0)          |
| Cỏ (0–0)               |
| Thảm (0–0)             |

| Kết quả | T-B | Thời gian        | Giải đấu                       | Cấp độ  | Mặt sân  | Người đánh cặp | Đối thủ                           | Tỷ số            |
| ------- | --- | ---------------- | ------------------------------ | ------- | -------- | -------------- | --------------------------------- | ---------------- |
| Á quân  | 0–1 | tháng 3 năm 2022 | Lyon Open, Pháp                | WTA 250 | Cứng (i) | Alicia Barnett | Laura Siegemund Vera Zvonareva    | 5–7, 1–6         |
| Vô địch | 1–1 | tháng 8 năm 2022 | Championnats de Granby, Canada | WTA 250 | Cứng     | Alicia Barnett | Harriet Dart Rosalie van der Hoek | 5–7, 6–3, [10–1] |

## Chung kết WTA Challenger

### Đôi: 1 (1 á quân)
| Kết quả | T-B | Thời gian         | Giải đấu              | Mặt sân  | Người đánh cặp | Đối thủ                           | Tỷ số    |
| ------- | --- | ----------------- | --------------------- | -------- | -------------- | --------------------------------- | -------- |
| Á quân  | 0–1 | Tháng 12 năm 2022 | Open de Limoges, Pháp | Cứng (i) | Alicia Barnett | Oksana Kalashnikova Marta Kostyuk | 5–7, 1–6 |

## Chung kết ITF Circuit

### Đôi: 36 (17 danh hiệu, 19 á quân)
| Chú thích                    |
| ---------------------------- |
| $100,000 tournaments (1–2)   |
| $80,000 tournaments (0–0)    |
| $60,000 tournaments (2–6)    |
| $40,000 tournaments (0–0)    |
| $25,000 tournaments (6–7)    |
| $10/15,000 tournaments (8–4) |

| Kết quả | T-B   | Thời gian         | Giải đấu                                    | Cấp độ  | Mặt sân  | Người đánh cặp     | Đối thủ                                     | Tỷ số                 |
| ------- | ----- | ----------------- | ------------------------------------------- | ------- | -------- | ------------------ | ------------------------------------------- | --------------------- |
| Vô địch | 1–0   | tháng 11 năm 2015 | GB Pro-Series Bath, Vương quốc Anh          | 25,000  | Cứng (i) | Sarah Beth Grey    | Freya Christie Lisa Whybourn                | 1–6, 6–4, [10–2]      |
| Vô địch | 2–0   | tháng 2 năm 2016  | ITF Wirral, Vương quốc Anh                  | 10,000  | Cứng (i) | Sarah Beth Grey    | Veronica Corning Harriet Dart               | 6–2, 1–6, [10–8]      |
| Vô địch | 3–0   | tháng 9 năm 2016  | ITF Nottingham, Vương quốc Anh              | 10,000  | Cứng (i) | Sarah Beth Grey    | Dasha Ivanova Margot Yerolymos              | 6–2, 1–6, [10–8]      |
| Á quân  | 3–1   | tháng 10 năm 2016 | ITF Loughborough, Vương quốc Anh            | 10,000  | Cứng (i) | Sarah Beth Grey    | Dasha Ivanova Petra Krejsová                | 6–7(2–7), 6–7(2–7)    |
| Vô địch | 4–1   | tháng 11 năm 2016 | ITF Sheffield, Vương quốc Anh               | 10,000  | Cứng (i) | Sarah Beth Grey    | Mia Eklund Nika Shytkouskaya                | 7–6(7–3), 7–5         |
| Vô địch | 5–1   | tháng 11 năm 2016 | GB Pro-Series Shrewsbury, Vương quốc Anh    | 10,000  | Cứng     | Sarah Beth Grey    | Alicia Barnett Lauren Mcminn                | 6–3, 6–3              |
| Vô địch | 6–1   | tháng 2 năm 2017  | ITF Birmingham, Vương quốc Anh              | 15,000  | Cứng (i) | Sarah Beth Grey    | Melanie Stokke Julia Lohoff                 | 6–3, 5–7, [10–7]      |
| Á quân  | 6–2   | tháng 4 năm 2017  | ITF Óbidos, Bồ Đào Nha                      | 15,000  | Thảm     | Laura Sainsbury    | Anna Klasen Erika Vogelsang                 | 4–6, 1–6              |
| Á quân  | 6–3   | tháng 5 năm 2017  | ITF Hammamet, Tunisia                       | 15,000  | Đất nện  | Sarah Beth Grey    | Gaia Sanesi Martina Spigarelli              | 0–6, 2–6              |
| Vô địch | 7–3   | tháng 9 năm 2017  | ITF Madrid, Tây Ban Nha                     | 15,000  | Cứng     | Alicia Barnett     | Marina Bassols Ribera Júlia Payola          | 6–1, 6–2              |
| Á quân  | 7–4   | tháng 9 năm 2017  | ITF Clermont-Ferrand, Pháp                  | 25,000  | Cứng (i) | Sarah Beth Grey    | Cornelia Lister Vera Lapko                  | 4–6, 3–6              |
| Vô địch | 8–4   | tháng 3 năm 2018  | ITF Ramat Hasharon, Israel                  | 15,000  | Cứng     | Alicia Barnett     | Charlotte Römer Caroline Werner             | 6–4, 7–6              |
| Vô địch | 9–4   | tháng 3 năm 2018  | ITF Tel Aviv, Israel                        | 15,000  | Cứng     | Alicia Barnett     | Mathilde Armitano Elixane Lechemia          | 7–6, 6–3              |
| Vô địch | 10–4  | tháng 4 năm 2018  | ITF Óbidos, Bồ Đào Nha                      | 25,000  | Thảm     | Sarah Beth Grey    | An-Sophie Mestach Nina Stojanović           | 4–6, 7–6(7–4), [10–6] |
| Vô địch | 11–4  | tháng 4 năm 2018  | ITF Óbidos, Bồ Đào Nha                      | 25,000  | Thảm     | Sarah Beth Grey    | Jessika Ponchet Ganna Poznikhirenko         | 6–2, 6–1              |
| Á quân  | 11–5  | tháng 5 năm 2018  | ITF Monzón, Tây Ban Nha                     | 25,000  | Cứng     | Sarah Beth Grey    | Cristina Bucșa Yana Sizikova                | 2–6, 7–5, [8–10]      |
| Á quân  | 11–6  | tháng 8 năm 2018  | ITF Chiswick, Vương quốc Anh                | 25,000  | Cứng     | Sarah Beth Grey    | Freya Christie Samantha Murray              | 6–3, 5–7, [8–10]      |
| Á quân  | 11–7  | tháng 11 năm 2018 | ITF Wirral, Vương quốc Anh                  | 25,000  | Cứng (i) | Sarah Beth Grey    | Freya Christie Valeria Savinykh             | 4–6, 5–7              |
| Win     | 12–7  | tháng 11 năm 2018 | GB Pro-Series Shrewsbury, Vương quốc Anh    | 25,000  | Cứng (i) | Sarah Beth Grey    | Tayisiya Morderger Yana Morderger           | 0–6, 6–3, [10–4]      |
| Á quân  | 12–8  | tháng 3 năm 2019  | ITF Les Franqueses del Vallès, Tây Ban Nha  | 60,000  | Cứng     | Jodie Burrage      | Jessika Ponchet Eden Silva                  | 3–6, 4–6              |
| Vô địch | 13–8  | tháng 3 năm 2020  | ITF Sunderland, Vương quốc Anh              | 25,000  | Cứng     | Alicia Barnett     | Celia Cervino Ruiz Maria Gutierrez Carrasco | 6–4, 7–6              |
| Á quân  | 13–9  | tháng 9 năm 2020  | ITF Montemor-o-Novo, Bồ Đào Nha             | 25,000  | Cứng     | Jodie Burrage      | Marina Bassols Ribera Ioana Loredana Roșca  | 6–7(5–7), 6–4, [6–10] |
| Á quân  | 13–10 | tháng 5 năm 2021  | ITF Santa Margarida de Montbui, Tây Ban Nha | 15,000  | Cứng     | Celia Cerviño Ruiz | Victoria Bosio Justina Mikulskytė           | 6–4, 1–6, [7–10]      |
| Vô địch | 14–10 | tháng 6 năm 2021  | ITF Figueira da Foz, Bồ Đào Nha             | 25,000  | Cứng     | Alicia Barnett     | Berfu Cengiz Anastasia Tikhonova            | 6–3, 7–6              |
| Á quân  | 14–11 | tháng 7 năm 2021  | Open Araba en Femenino, Tây Ban Nha         | 60,000  | Cứng     | Celia Cerviño Ruiz | Olivia Gadecki Rebeka Masarova              | 3–6, 3–6              |
| Á quân  | 14–12 | tháng 9 năm 2021  | Caldas da Rainha Open, Bồ Đào Nha           | 60,000  | Cứng     | Alicia Barnett     | Momoko Kobori Hiroko Kuwata                 | 6–7, 6–7              |
| Á quân  | 14–13 | tháng 9 năm 2021  | ITF Santarem, Bồ Đào Nha                    | 25,000  | Cứng     | Alicia Barnett     | Marie Benoît Eden Silva                     | 5–7, 1–6              |
| Á quân  | 14–14 | tháng 11 năm 2021 | Open Nantes, Pháp                           | 60,000  | Cứng (i) | Alicia Barnett     | Samantha Murray Jessika Ponchet             | 4–6, 2–6              |
| Á quân  | 14–15 | tháng 12 năm 2021 | ITF Selva Gardena, Ý                        | 25,000  | Cứng (i) | Alicia Barnett     | Eudice Chong Moyuka Uchijima                | 2–6, 1–6              |
| Á quân  | 14–16 | tháng 1 năm 2022  | Open Andrézieux-Bouthéon, Pháp              | 60,000  | Cứng (i) | Alicia Barnett     | Estelle Cascino Jessika Ponchet             | 4–6, 1–6              |
| Á quân  | 14–17 | tháng 2 năm 2022  | Open de l'Isère, Pháp                       | 60,000  | Cứng (i) | Alicia Barnett     | Prarthana Thombare Yuriko Miyazaki          | 3–6, 3–6              |
| Vô địch | 15–17 | tháng 4 năm 2022  | Bellinzona Ladies Open, Thụy Sĩ             | 60,000  | Đất nện  | Alicia Barnett     | Xenia Knoll Oksana Selekhmeteva             | 6–7(7–9), 6–4, [10–7] |
| Á quân  | 15–18 | tháng 5 năm 2022  | ITF La Bisbal d'Empordà, Tây Ban Nha        | 100,000 | Đất nện  | Alicia Barnett     | Victoria Jiménez Kasintseva Renata Zarazúa  | 4–6, 6–2, [8–10]      |
| Vô địch | 16–18 | tháng 8 năm 2022  | Kozerki Open, Ba Lan                        | 100,000 | Cứng     | Alicia Barnett     | Katarzyna Kawa Vivian Heisen                | 6–1, 7–6(7–3)         |
| Vô địch | 17–18 | tháng 3 năm 2023  | Trnava Indoor, Slovakia                     | 60,000  | Cứng (i) | Alicia Barnett     | Amina Anshba · Anastasia Dețiuc             | 6–3, 6–3              |
| Á quân  | 17–19 | Tháng 6 năm 2023  | Surbiton Trophy, Vương quốc Anh             | 100,000 | Cỏ       | Alicia Barnett     | Yanina Wickmayer Sophie Chang               | 4–6, 1–6              |